# جيش شعب خاوة خاوة
جيش شعب خاوة خاوة أو (جيشعب خاوة خاوة) هو أحد شعار احتجاجات الجزائر 2019  ولقد كان الحراك يرفع في كل مرة عدة مطالب وشعارات متجددة حسب ما تقتضيه المرحلة، ماعدا شعار واحد لم يغيره طيلة اندلاعه منذ 22 فبراير 2019 ألا وهو ”جيش شعب خاوة.. خاوة“ والذي يعني ”جيش شعب إخوة إخوة“ وظل الشعب يردده طوال التجمعات الاسبوعية  الضخمة الاثنى عشر، ولقد تحول هذا الشعار إلى ”ايقونة“ بل إلى ”عنوانا عريضا“ تردده حناجر الملايين عبر التراب الوطني.
وكما هو معلوم فإن جيش التحرير في الجزائر يعد تاريخيا إبان الثورة التحريرية ”الذراع“ العسكري لجبهة التحرير الوطني، وبعد الاستقلال صار يطلق عليه اسم الجيش الوطني الشعبي، سليل جيش التحرير، أسندت إليه مهام دستورية عديدة كما هو حاصل لدى كل الجيوش المحترفة.
ولقد انتشر هذا الشعار في جميع ربوع الجزائر أولا دعما لأبناء الشعب المتواجدين داخل الثكنات العسكرية 
و الذين يعيشون حالات عدم استقرار بعد مطالب الشعب الجزائري التي تتمثل في ترسيخ الدولة المدنية و تقليص صلاحيات المؤسسة العسكرية القائمة على الدولة الجزائرية ( تسليم السلطة للشعب) .

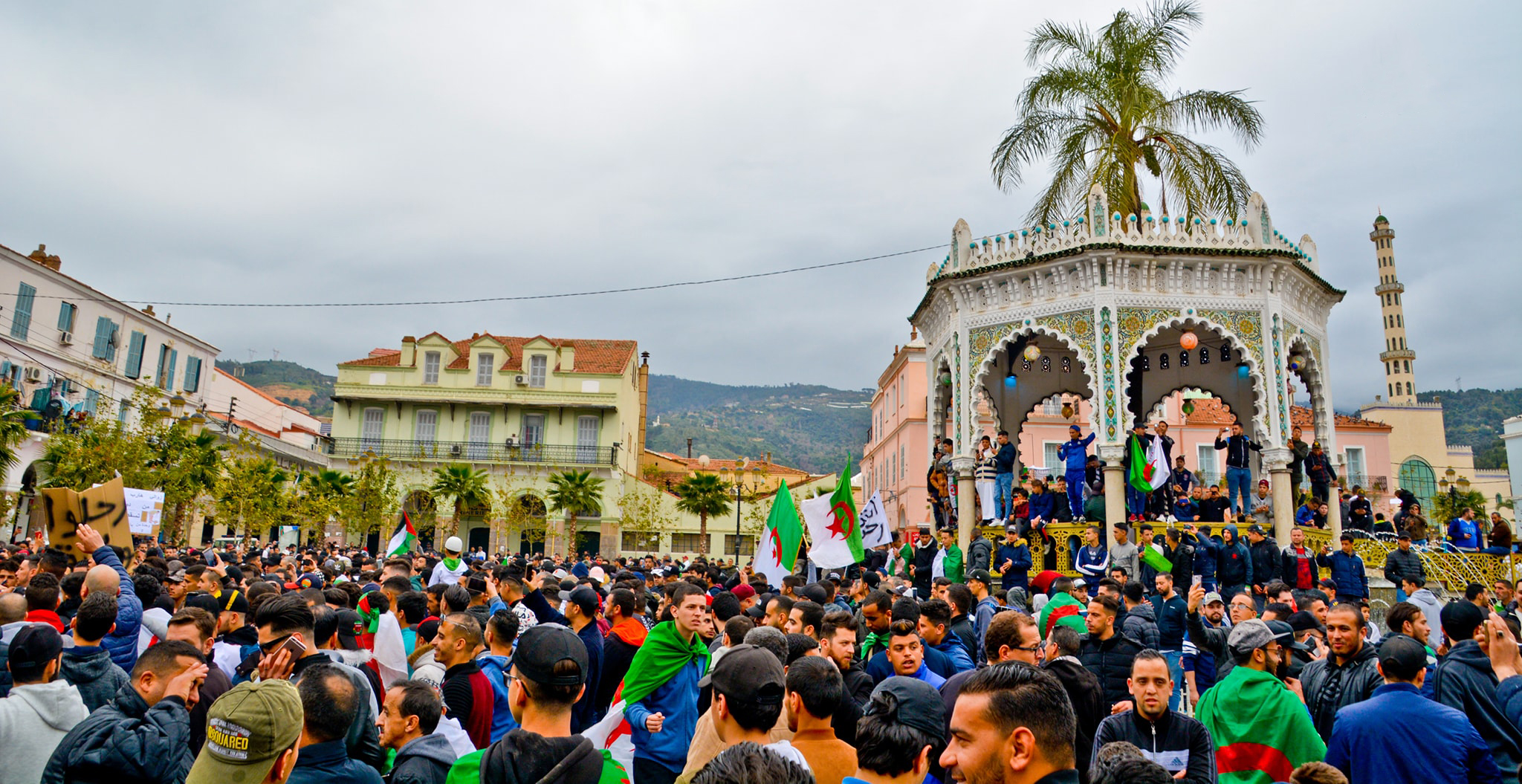
مظاهرات ضد العهدة الخامسة لبوتفليقة (ولاية البليدة)

## ردود سياسية

### عبد القادر بن قرينة
«....جيش شعب خاوة خاوة، ووعي الجيش الوطني الشعبي في عدم توجهيه بندقيتة نحو أي مواطن، هو ما جنبت البلاد أي إنزلاقات رغم المحاولات المتكررة للعديد من القوى الخارجية للمس بالأمن القومي...» 